# Mosquit tigre
El mosquit tigre (Aedes albopictus) és una espècie de dípter nematòcer de la família dels culícids. És una espècie invasora que en les darreres dècades ha colonitzat els cinc continents. Es vector de diverses malalties víriques, com el dengue i la febre groga.

## Característiques
És un mosquit que es caracteritza per les seves potes ratllades en blanc i negre i el seu cos petit, blanc i negre. Els adults tenen típicament una llargària d'uns 5 a 8 mm.

## Distribució
Originari del sud-est asiàtic, s'ha estès als cinc continents durant el darrer terç del segle segle xx lligat al transport de llarga distància. La seva distribució autòctona es considera des de Madagascar fins a Nova Guinea cap a l'est i fins a la latitud de Corea cap al nord. A més, és una espècie invasora que s'ha estès en multitud de països de tots cinc continents, considerada com una de les 100 més dolentes a Europa.

## Història natural
Com els altres membres de la família dels mosquits, la femella està equipada amb una trompa fina i allargada, la probòscide, que usa per xuclar sang de vertebrats per nodrir els seus ous. En canvi, el mascle de l'espècie s'alimenta principalment de nèctar. Com és propi del gènere Aedes, la femella pon els seus ous en sec, just a tocar de l'aigua, però no directament a dins. Qualsevol contenidor obert amb una petita quantitat d'aigua com ara pots, gerros, plats de testos, etc. és suficient perquè les larves es desenvolupin.
A diferència de molts dels mosquits més estesos i comuns, el mosquit tigre pica durant tot el dia, tot i que té un màxim crepuscular.

## Cicle vital

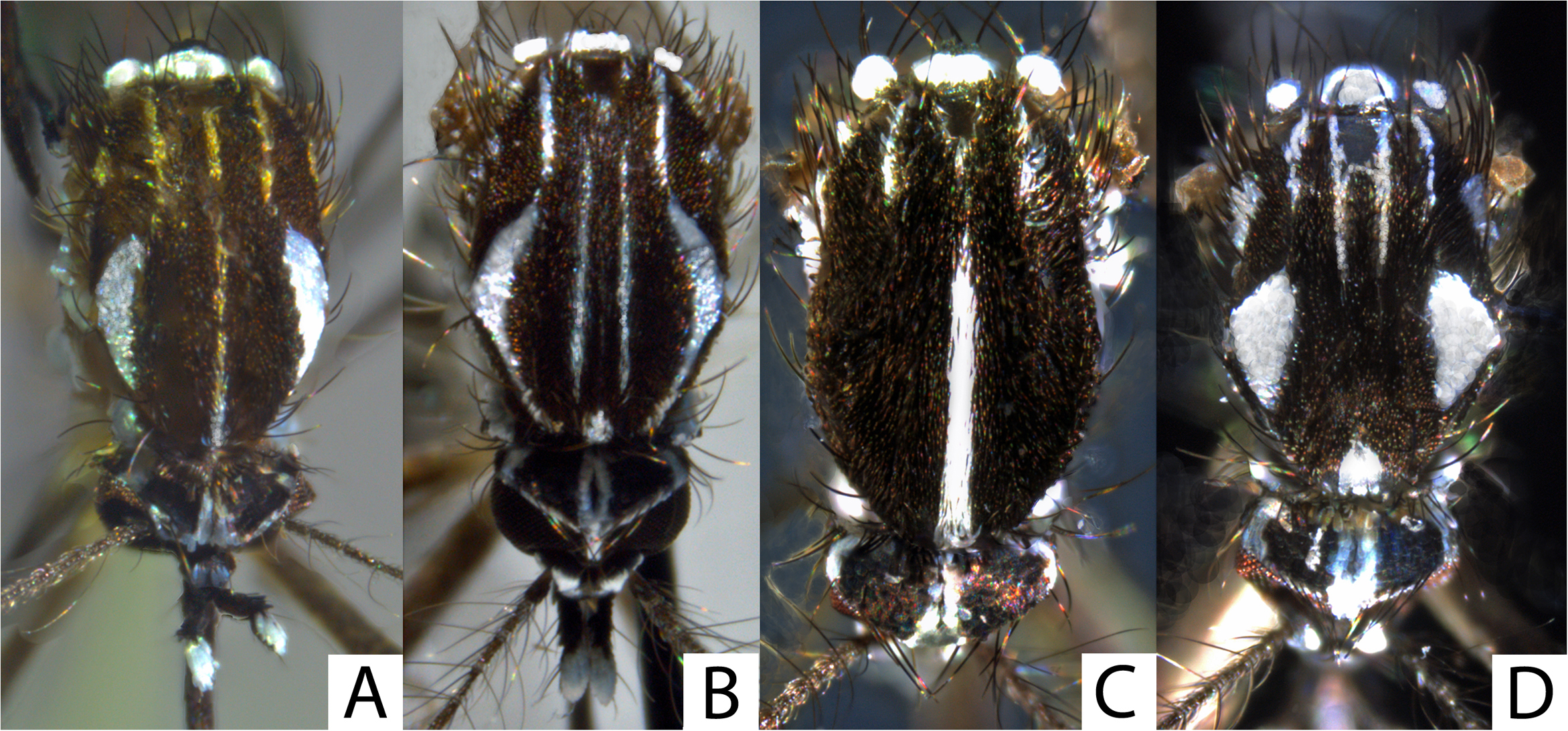
Muntatge fotogràfic mostrant l'ornamentació del tòrax diferenciada als imagos de diverses espècies de mosquits estretament relacionades: A. Stegomyia pia, B. Aedes aegypti, C. A. albopictus D. Stegomyia bromeliae

Com qualsevol altre insecte que gaudeix de metamorfosi completa el mosquit tigre té quatre fases de desenvolupament ben marcades: ou, larva, pupa i imago. Un cop els ous són dipositats en recipients disponibles per la femella, aquest requereixen un cert temps de desenvolupament embrionari que s'allarga sota condicions de laboratori entre els 2 i 14 dies moment en el qual poden descloure. Indueix l'eclosió dels ous la immersió en aigua, especialment aquella que presenta poc oxigen dissolt. Generalment, això és indicador d'un cert nivell de matèria orgànica en descomposició, material del qual les larves s'alimenten per filtració.
En el seu ambient primigeni les larves es desenvolupen principalment en petites acumulacions d'aigua sobre la vegetació fruit de la precipitació atmosfèrica (p.ex.: troncs d'arbres o entre les fulles com passa en les bromeliàcies). No obstant s'ha adaptat prou bé a altres recipients fabricats per la humanitat com ara pneumàtics, pots, testos i barrils, o elements constructius com ara els embornals que reprodueixen en certa forma aquesta mena d'hàbitats. En condicions de laboratori l'estadi larval dura uns set o vuit dies reduint-se en aigües amb una temperatura de 30 °C fins a sis dies. Sota aquestes mateixes condicions la fase de pupa sol durar entre 40 i 60 hores (mascles i femelles respectivament) moment en què larva segueix podent moure's però en que deixa d'alimentar-se. Els adults (imagos) sota condicions de laboratori aconsegueixen una esperança de vida de 20 dies (mascles) i 35 dies (femelles) amb alguns casos que han arribat als seixanta dies. Un cop realitzada la còpula la femella s'alimenta de sang cap al segon o tercer dia de vida moment en què cal la seva alimentació amb sang perquè puguin produir els ous aconseguint una mitjana d'una trentena a la primera posta, disminuint el nombre a cada nova posta.
1. Posta: Els ous són dipositats en petits grups sobre les parets interiors de recipients amb aigua o sense. Mai pon els ous directament sobre la pel·lícula d'aigua.
2. Eclosió: Quan els ous entren en contacte amb l'aigua es desclouen i en surten les larves.
3. Desenvolupament: Les larves experimenten quatre mudes consecutives, durant les quals creixen en dimensions. La larva de quart estadi per contra, passa a pupa, on es produirà la metamorfosi. Les pupes no s'alimenten, i respiren com les larves aire atmosfèric mitjançant òrgans específics.
4. Emersió: Completada la metamorfosi, de l'interior de les pupes n'emergeixen els mosquits adults voladors al medi aeri.
5. Fecundació: El mascle i la femella uneixen els aparells reproductors durant uns segons. La femella queda fecundada per tota la vida i emmagatzema els espermatozoides en tres espermateques al final de l'abdomen, que aniran fecundant les successives postes d'ous
6. Presa de sang: La femella fecundada busca un hoste sobre el qual obtenir la sang necessària per a la primera posta d'ous. En el cas del mosquit tigre, els hostes poden ser un ampli rang de vertebrats, tenint una forta tendència antropòfila.

## Espècie invasora

Distribució del mosquit a Catalunya (2010)

Aquesta espècie és capaç de sobreviure en un ampli rang d'hàbitats i condicions. El mosquit tigre té una picada ràpida que li permet escapar a la majoria d'intents de matar-lo mentre s'alimenta.
Es desconeix l'origen de la població espanyola de mosquit tigre, tot i que es suposa que va arribar a Espanya procedent d'Itàlia. Es va detectar per primer cop l'agost de 2004 a Sant Cugat del Vallès, a prop de Barcelona, pel Servei de Control de Mosquits del Consell Comarcal del Baix Llobregat, i s'ha estès a la ciutat de Barcelona i les seves rodalies durant el 2005 i el 2006 i segueix actualment la seva expansió per Catalunya i altres zones de la península Ibèrica. No es coneix amb exactitud com ha arribat a Catalunya. Aparentment, s'està disseminant a l'interior de vehicles que viatgen diàriament entre la ciutat i la rodalia.
Als Estats Units, el mosquit tigre es va trobar per primer cop en un dipòsit de pneumàtics usats a la rodalia de Houston l'any 1985 i posteriorment en el cas de Califòrnia, s'ha detectat també en partides de bambú de la sort (Dracaena sanderiana). Des d'aleshores s'ha estès pel sud dels Estats Units i per la costa est fins al sud de Nova Jersey. Una vintena de països centre-americans i sud-americans han estat colonitzats igualment. L'espècie també és a Hawaii, però ha estat allí des d'abans de 1896.
A Europa fou descrita per primer cop a Albània (1979) suposadament introduïda des de la Xina. l'any 90 fou descrita a Gènova on s'estengué en 2/3 parts del territori italià en pocs anys. Altres països europeus on s'ha documentat la seva presència són els Països Baixos, Bèlgica, França, Suïssa, Croàcia, Sèrbia, Montenegro, Grècia i Israel. La constatació de la presència a Espanya el 2004 (Sant Cugat del Vallès), suposa ja una certa implantació que situaria la seva presència ja a partir del 2002 per estudis indirectes retrospectius, s'ha anat confirmant la seva presència progressivament a pràcticament tot el territori del Baix Llobregat (2004-2006) i múltiples municipis arreu de l'àrea Metropolitana de Barcelona. Descrit primerament fora de la província de Barcelona a Altafulla i Oriola (estiu del 2005), segons una relativament recent revisió (2015) de la distribució del mosquit tigre a Espanya al llarg de les dècades del 2000-10 s'ha anat estenent al llarg de pràcticament tots els municipis litorals del llevant peninsular des de Roses (Alt Empordà) fins a Cartagena (Regió de Múrcia), algunes localitats prop de la costa de les províncies de Màlaga, Granada i Almeria així com les illes d'Eivissa i Mallorca i algunes localitats guipuscoanes al País Basc. Malgrat l'interès creixent de les autoritats sanitàries respecte al mosquit tigre incloent-lo en el catàleg espanyol d'espècies exòtiques invasores.i la declaració obligatòria dels casos de chikungunya i dengue transmissibles per aquest mosquit no existia a la data de publicació d'aquesta revisió cap estratègia estandarditzada per a abordar el control de la extensió d'aquesta espècie.

## Rellevància en salut pública
El mosquit tigre és un vector de malalties causades per arbovirus com el dengue a Amèrica Central, Amèrica del Sud i la zona del Pacífic, la febre groga i, encara que amb menor freqüència que Culex pipiens, pot ser vector en la transmissió de la febre del Nil. Estudis americans han evidenciat la presència de virus a l'insecte, dels quals almenys dos són causants de malalties als humans com l'encefalitis equina de l'est. A Catalunya no s'ha detectat que hagi actuat com a vector de cap malaltia, ja que no existeixen les malalties que pot transmetre, però a Itàlia va causar el 2007 un brot de chikungunya, malaltia causada per un virus no detectat fins aquell moment mai a Europa.
En laboratori Ae. albopictus ha demostrat la seva competència per a transmetre altres tipus d'arbovirus com els de La Crosse, West Nile Virus, Chikungunya, encefalitis de Saint Louis, encefalitis japonesa, Cache Valley, Sindbis, Mayaro, Potosí, Keystone, Oropuche, febre de la Vall del Rift, San Angelo, Trivitattus, Rio Ross, Tensaw, Tahyna, Batai, encefalitis equina de l'est, encefalitis equina de l'oest i encefalitis equina veneçolana.

## Control
Aquest mosquit ha esdevingut una molèstia significativa a moltes comunitats pel fet que s'associa fortament amb els humans, en comptes de viure en aiguamolls o zones rurals sense habitants, i és actiu habitualment durant tot el dia, a més de ser-ho a la nit o en fer-se fosc. Es cria en contenidors i tolls de molt petites dimensions, i en té prou amb molt poca aigua per a criar. Això fa difícil localitzar-ne els punts de reproducció. Té una distància de vol reduïda (menys de 400 metres) i, per tant, els seus llocs de cria seran probablement a prop del lloc on es trobi el mosquit.
És, per tant, simple descobrir i eliminar els llocs de cria, que mai no es troben lluny dels llocs on es produeixen les picades. Cal buidar els recipients amb aigua amb més de set dies, les deixalles, testos de plantes i pneumàtics vells que tinguin aigua acumulada, els banys d'ocells, piscines infantils i en general els possibles contenidors d'aigua estancada. L'aigua corrent (rierols, rieres...) no en permet la cria, i l'aigua que conté peixos no acostuma a ésser un problema, ja que els peixos es mengen les larves de mosquit.
Les libèl·lules també són un mètode excel·lent de control. Les larves de libèl·lula mengen larves de mosquit a l'aigua, i els adults cacen els mosquits adults al vol. L'aplicació d'insecticides sobre els adults, pot afectar les libèl·lules adultes, i no és gaire efectiva, ja que només eliminarà breument els adults, la qual cosa anirà seguida d'una recuperació de la població, ja que els punts de cria larvària segueixen descontrolats.
Quan sigui possible, s'haurien de buidar totes les acumulacions d'aigua estancada cada set dies, encara que només tinguin un quart de litre d'aigua o menys. Les deixalles, especialment els contenidors en rases, poden tenir aigua després que la rasa s'eixugui i, per tant, s'han de netejar. Els llocs que poden acumular aigua de pluja com ara banys d'ocells o piscines infantils s'han de buidar regularment. Els contenidors que no es puguin buidar representen un problema que caldrà resoldre tapant-los amb tela mosquitera, fent-hi córrer l'aigua, posant-hi peixos o bé procurant l'aplicació tècnica de plaguicides de tipus biològic (basades en toxines derivades d'espores de Bacillus sphaericus o B. thuringiensis var. israelensis). Solucions casolanes com ara buidar-hi lleixiu o bé usar una cullerada d'oli vegetal, són ineficaces.
Finalment, mai no s'ha demostrat que els aparells que emeten ultrasons que teòricament provocarien la fugida dels mosquits funcionin.